# Острожна, Елизавета Николаевна
Елизавета Николаевна Острожна (1937, село Старомихайловка, Марьинский район, Сталинская область, Украинская ССР) — доярка колхоза имени Красной Армии Марьинского района Донецкой области, Украинская ССР. Герой Социалистического Труда (1975).

## Биография
Родилась в 1937 году в селе Старомихайловка Марьинского района. После окончания сельской школы с начала 1950-х годов трудилась рядовой колхозницей, дояркой в местном колхозе имени XVIII партсъезда (позднее — имени Красной Армии) Марьинского района. Ежегодно показывала высокие результаты по надою молока. Возглавляла бригаду из десяти доярок. За выдающиеся трудовые достижения по итогам работы в годы Восьмой пятилетки (1966—1970) была награждена Орденом Ленина. Член КПСС.
В 1974 году стала инициатором социалистического соревнования среди доярок Донецкой области. Члены её бригады взяли на себя социалистическое обязательство получить в этом году в среднем по 3800 килограммов молока от каждой коровы. По итогам этого года было коллектив получил перевыполнил принятое обязательство на 456 килограмм. Елизавета Сторожна получила в 1974 году в среднем с каждой коровы по 6479 килограмм молока. Указом Президиума Верховного Совета СССР от 10 февраля 1975 года удостоена звания Героя Социалистического Труда за «выдающиеся успехи, достигнутые во Всесоюзном социалистическом соревновании, и проявленную трудовую доблесть в досрочном выполнении заданий девятой пятилетки и принятых обязательств по увеличению производства и продажи государству продуктов земледелия и животноводства» с вручением ордена Ленина и золотой медали «Серп и Молот» (№ 16184).
Избиралась депутатом Донецкого областного Совета народных депутатов и в 1976 году — делегатом XXV съезда КПСС.
После выхода на пенсию проживала в родном селе Старомихайловка.

## Награды
- Герой Социалистического Труда
- Орден Ленина — дважды (08.04.1971; 1975)
- Орден Октябрьской Революции (06.09.1973)